# ناو هواپیمابر کی‌یف

{{Infobox ship characteristics
ناو هواپیمابر کی‌یف (به انگلیسی: Soviet aircraft carrier Kiev) یک کشتی است که طول آن ۲۷۳٫۱ متر (۸۹۶ فوت) Length overall می‌باشد. این کشتی در سال۱۹۷۲ (میلادی)|۱۹۷۲]] ساخته شد.